# Dejanice
Dejanice è un'opera in quattro atti di Alfredo Catalani su libretto di Angelo Zanardini.
Si tratta di un dramma a sfondo storico, che rappresenta il conflitto amoroso tra due donne, una delle quali si sacrificherà per assicurare la felicità alla rivale e all'uomo amato.

## Interpreti della prima rappresentazione
La prima ebbe luogo il 17 marzo 1883 al Teatro alla Scala di Milano.
Gli interpreti furono:

Direttore: Franco Faccio

Argelia; Lena Bordato

Dejanice: Emma Turolla

Admèto: Edmond Vergnet

Dàrdano: Giovanni Bianchi

Làbdaco: Francesco Vecchioni

## Trama
L'azione si svolge tra Siracusa e Itaca, circa nel 400 a.C.

### Atto I
Greci e Siracusani, festanti, attendono il ritorno della galea, comandata da Admèto, che ha sbaragliato una nave cartaginese. Làbdaco, cartaginese fatto da tempo prigioniero, assiste cupo.
Argelia, che dovrà accogliere e festeggiare il vincitore, racconta trepidante al padre Dàrdano il corteggiamento di Admèto. Quando giunge la galea, Admèto confessa di essere il figlio di Usco, che in passato uccise il figlio di Dàrdano durante una rivolta, e per questo venne proscritto. La gioia dei Siracusani si tramuta in rancore e tutti se ne vanno sdegnati. Dejanice, che ha assistito alla scena, spera che dalla situazione tragga vantaggio il suo sogno d'amore verso Admèto, reso difficile dalla sua condizione sociale.
Admèto, rimasto solo, contempla mesto il velo abbandonato da Argelia, trascinata via da Dàrdano. Intanto, Dàrdano propone a Dejanice di far innamorare Admèto, così potrà informarlo nel caso tentasse di ordire qualcosa contro Siracusa: Dejanice tentenna, poiché non vuole fare la parte della delatrice, ma poi acconsente.
Làbdaco però propone ad Admèto di fuggire e unirsi a lui nella lotta contro i Greci. La rabbia per il trattamento subìto fa scordare ad Admèto l'amore per Argelia, ed egli accetta la proposta di Làbdaco. Dejanice si unisce a loro.

### Atto II
Nell'isola di Itaca, Admèto è divenuto comandante degli insorti cartaginesi. Làbdaco invoca il nume Melctar perché susciti la ribellione contro i Greci. Canti di corsari e donne egizie si odono dalle navi ancorate.
Admèto è ormai stufo della vita corsara e dell'amore di Dejanice, cresce in lui il rimpianto per la perduta Argelia, e Dejanice stessa è consapevole di avere perduto l'amore di Admèto.
Giungono i corsari annunciando di avere assaltato una nave greca e di avere catturato una prigioniera: si tratta di Argelia, che Dejanice libera dalle grinfie dei suoi rapitori. Dejanice rivela ad Argelia, stupita, di essere l'amante di Admèto. Lo stesso Admèto giunge e tenta invano di sconfessare Dejanice, ma ormai Argelia si sente tradita e a nulla valgono le preghiere di Admèto, che affida Argelia a Làbdaco chiedendogli di riportarla in patria, mentre Dejanice, che temeva di avere perduto Admèto, si sente risollevata.

### Atto III
Nuovamente a Siracusa, nel tempio di Volinnia. Argelia invoca la dea di rasserenarla aiutandola a scordare Admèto, ma nel medesimo istante entra furtivo Admèto stesso. I due si rinnovano le promesse d'amore e giurano di vivere o morire insieme. Vengono sorpresi da Dàrdano che, memore che Admèto liberò la figlia dai corsari, propone di aiutarlo a fuggire; Admèto rifiuta, dicendosi pronto a morire insieme ad Argelia e chiedendo a Dàrdano di dargli Argelia in sposa: al rifiuto di quest'ultimo, lo maledice.
In un triclinio in un ritrovo di etère, le donne cantano le dolcezze dell'amore attorniate da nocchieri ebbri. Entra una donna misteriosa, che sembra cercare qualcuno: è Dejanice, non riconosciuta, che canta il suo perduto amore. Dejanice viene scoperta all'arrivo di Làbdaco, il quale rivela la sua identità ai presenti, che prendono a deriderla e minacciarla come delatrice. Giunge anche Admèto che, senza sapere chi sia la donna, tenta di difenderla: tutti si ritirano sogghignando lasciandolo solo con Dejanice. Scoprendone l'identità, anche Admèto si convince che Dejanice stia cercando di tradirlo e consegnarlo ai Greci: Dejanice cerca inutilmente di convincere Admèto che l'ama ancora e di volerlo solo salvare, ma Admèto si allontana sdegnato.

### Atto IV
Nell'abitazione di Dàrdano, Dejanice ha nascosto dei gigli avvelenati, e invoca la morte per sé e Dàrdano e l'amore per Admèto e Argelia come forma di espiazione per le proprie colpe. Dàrdano, ormai allo stremo delle forze, riconosce Dejanice e invoca vanamente di poter vedere Argelia un'ultima volta.
Nella stessa casa si sono dati appuntamento Argelia ed Admèto, intenzionati a bere del veleno per morire insieme. Dejanice li scorge e si avventa tra loro, gettando a terra i calici avvelenati un attimo prima che essi bevano. Poi mostra ad Admèto il cadavere di Dàrdano e si pugnala a morte. Argelia cade svenuta tra le braccia di Admèto.

## Struttura musicale

### Atto I
- N. 1 - A marte lauri! Inni alla dea (Coro)
- N. 2 - Giovine tanto e omai sì grande! (Dàrdano, Argelia, Coro)
- N. 3 - Di Siracusa fra le cento vergini (Dàrdano, Argelia)
- N. 4 - Le galee! Le triremi! (Coro)
- N. 5 - Ghirlande! Allor (Coro, Dejanice, Argelia, Dàrdano)
- N. 6 - Virgineo coro (Coro)
- N. 7 - Un venturier! Un tosco vil! Un barbaro! (Dàrdano, Coro, Argelia, Dejanice, Labdaco, Admeto)
- N. 8 - Solo! O mio ciel, dove svanisti? (Admeto)
- N. 9 - Nata di regi, di vaga etera (Dàrdano, Dejanice, Admeto)
- N. 10 - Romba la folgore (Labdaco, Admeto)
- N. 11 - Flagelli la rapida prora (Labdaco, Admeto, Dejanice)

### Atto II
- N. 12 - Evohé! Evohé! (Coro)
- N. 13 - Melctar! Melctar! (Labdaco)
- N. 14 - Noi siam l'Egizie (Egizie)
- N. 15 - Brune dèe, se manca il nido (Corsari)
- N. 16 - Mio bianco amor, mi porta olezzi il mar (Admeto)
- N. 17 - L'ho ghermita nella pugna (Coro, Irambo, Dejanice, Argelia)
- N. 18 - Della naiade regina (Coro)
- N. 19 - Deh! nella tua s'affissi (Dejanice, Argelia)
- N. 20 - Furie d'Averno! (Dejanice, Argelia, Labdaco, Admeto)

### Atto III
- N. 21 - S'innalzi a te per l'etra (Coro, Argelia)
- N. 22 - Ritorno a te siccome a sera tornano (Admeto, Argelia, Coro)
- N. 23 - Morte l'avrà, sul tuo nefasto tumulo (Dàrdano, Admeto)
- N. 24 - Degli enei tripodi (Etere)
- N. 25 - Evohé! Evohé! (Coro)
- N. 26 - Un'egizia! Un'egizia! Una sibilla! (Coro, Dejanice)
- N. 27 - Colà, nell'oasi (Dejanice)
- N. 28 - Non val la larva, delatrice (Labdaco, Coro, Dejanice, Admeto)
- N. 29 - Tra noi s'uccide, o femmina (Admeto, Dejanice)

### Atto IV
- N. 30 - Morte! Mistero eterno (Dejanice)
- N. 31 - Ti guata negli occhi, la morte con me (Dejanice, Dàrdano)
- N. 32 - Cessato il vento, fanciulla, ha il suo pianto (Admeto)
- N. 33 - Mira! Son presso a spegnersi (Admeto, Argelia, Dejanice)

## Discografia
- 1985 - René Massis (Dardano), Maria Luisa Garbato (Argelia), Carla Basto (Dejanice), Ottavio Garaventa (Admeto), Carlo Zardo (Labdaco) - Direttore: Jan Latham König - Orchestra e Coro del Teatro del Giglio di Lucca - Registrazione dal vivo - Bongiovanni GB 2031/2-2[2]